# Totemismus
Totemismus je jedna z raných forem náboženství, které je v tomto případě založeno na představě, že jedinec nebo nějaká skupina lidí (rodina, rod, kmen apod.) souvisí s nějakým společným prapředkem (nejčastěji živočichem či rostlinou), jenž je symbolizován totemem.
Totemismus se zpravidla vyskytuje u přírodních národů, např. u amerických Indiánů, v Austrálii, Oceánii a Africe. Vedle kultu předků bývá totemismus také spojován s animismem.
Zatímco totemismus vidí původ v přírodě, animismus věří ve věčný život duše.
V moderní společnosti lze objevit symboly podobné totemům např. ve znacích sportovních klubů.

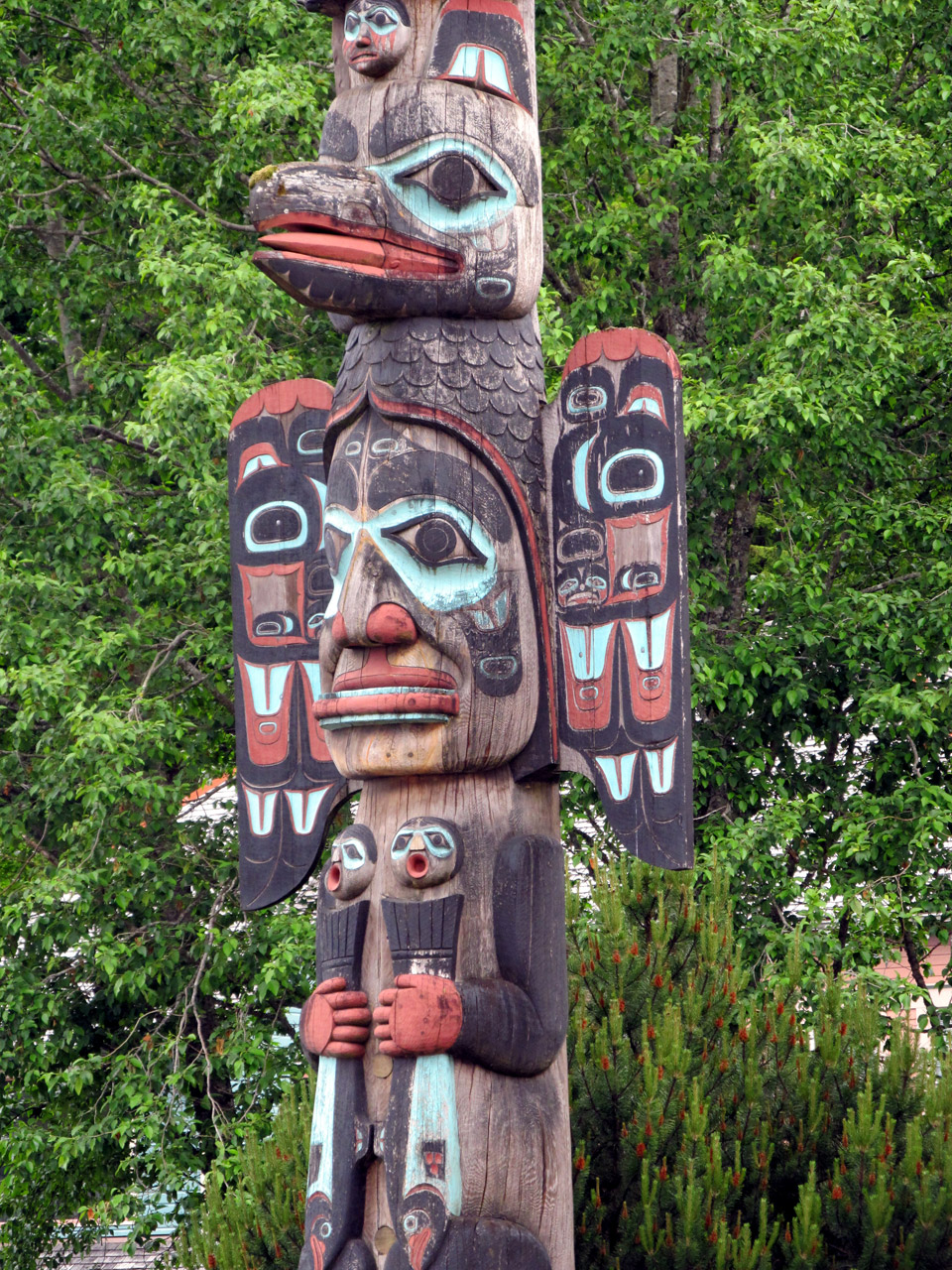
Totemový kůl

## Etymologie
Slovo totem pochází z algonkinského jazyka Odžibwejů, kteří žili severně od Velkých jezer v Severní Americe. Výraz ototeman vyjadřuje blízké pokrevní příbuzenství na úrovni téže generace (bratr, sestra, bratranec, sestřenice) a lze přibližně přeložit jako „pochází z mé rodiny“.

## Totemismus
Totemismus lze jen obtížně blíže zobecnit, protože se vyskytuje na mnoha územích v odlišných podobách.
„Způsoby, jimiž se projevuje, jsou tak odlišné v každé části světa, jeho podoby jsou tak povrchní a jeho projevy se mohou vyskytovat v takovém množství souvislostí bez jakéhokoliv vztahu ke skutečné nebo předpokládané pokrevnosti, že je zcela nemožné z nich učinit jedinou kategorii.“ (F. Boas)
Někteří antropologové navrhují rozdělení na totemismus individuální (osobní vztah jednotlivce k nějakému zvířeti nebo rostlině) a kolektivní (ritualizované postoje celé skupiny).
Objevuje se také rozdílné přiřazování totemů opačným pohlavím, tzv. pohlavní totemismus. Pokud dojde ke zranění mužského nebo ženského totemu vinou druhého pohlaví, příslušníci opačného pohlaví se cítí uražené a dochází k hádkám.

### Kolektivní totemismus
Kolektivní totemismus (také nazývaný skupinový) je nejrozšířenější forma tohoto náboženství. Typicky ke klanu náleží nějaký živočišný nebo rostlinný druh, případně nějaký přírodní předmět, který se nazývá totemem, a jsou s ním spojené určité rituály (například bývá zakázáno uctívané zvíře jíst.). Totem je dědičný a nezřídka souvisí se jmény příslušníků klanu.

### Individuální totemismus
Individuální totemismus vyjadřuje intimní vztah mezi jednotlivcem a určitým zvířetem nebo rostlinou (případně druhy zvířat a rostlin). Často jde o spojení duší člověka a přírodního objektu, jejichž existence spolu úzce souvisí. Pokud by jednoho z nich postihla nemoc, zranění nebo smrt, to samé by se stalo i tomu druhému. Individuální totemismus se nejčastěji vyskytuje u vůdců kmenů nebo rodin a dalších významných osobností, jako jsou léčitelé či šamani. Některé studie tvrdí, že předchází skupinovému totemismu, který je od něj odvozen.

## Émile Durkheim
Émile Durkheim, který byl jedním z nejvýznamnějších evropských sociologů, ve svém díle Elementární formy náboženského života (první vyd. 1912) vytvořil jeden z nejkomplexnějších a nejdetailnějších popisů totemismu a konfrontoval v něm názory mnoha autorů a filosofů (např. Smith, Tylor, Wilken, Frazer, Lang, Tout).
Totemismus považoval za náboženství, tedy za jednotný systém představ o víře a praktik se svatými předměty. Totem je elementární formou, symbolem božstva i znakem pro klan, tedy uctíváním totemu dochází také k uctívání klanu, společnosti a autorit. Tímto Durkheim ukazuje, že kolektivní víra je základem náboženství a že kolektivní totemismus předcházel individuálnímu, čímž oponuje mnoha svým předchůdcům.

### Teorie vzniku totemismu dle Durkheima

#### Odvození od staršího náboženství
Teorie podporovaná především Edwardem Burnettem Tylorem a Georgem Alexandrem Wilkenem, kteří totemismus považovali za zvláštní formu kultu předků. Velké množství národů věří, že duše se po smrti reinkarnuje do nového těla. Primitivní kultury nevedou výraznou dělicí čáru mezi duší zvířete a duší člověka a připouští převtělení lidské duše do těla zvířete. Za těchto okolností se úcta k předkovi přenese do zvířete, které se tím stane předmětem kultu, tedy totemem. Totemismus by tedy byl odvozen od komplexního náboženství.

#### Frazerova teorie
James Frazer se ve svém novějším stylu výkladu totemismu opíral o předpoklad, že „totemismus kmene Aranda je nejprimitivnější formou totemismu.“ Totemy zde nejsou přiřazovány k osobám, ale k oblastem, střediskem každého totemu je jedno konkrétní místo, kde sídlí duše předků. Protože kmen Aranda považuje početí za vstoupení předka do těla matky, kde se promění na princip nového života, totemem dítěte se nestává totem otce nebo matky, ale totem místa, kde matka poprvé pocítila, že je těhotná. Předpokládá se, že duch pochází z předmětu, na který se v danou dobu soustředila.
Pokud tedy několik žen zjistilo příznaky těhotenství na jednom místě, začalo se o něm říkat, že ho navštěvují duchové, a dané místo se stalo centrem totemu. Podobně se totemy rozšiřovaly i do okolí. Z tohoto primitivního totemismu se pak vyvinuly jeho další formy.

#### Langova teorie
Andrew Lang popisuje totem jako jméno. Protože lidská společenství pociťovala potřebu odlišit od sebe své sousedy, označovala je určitými jmény. Volena byla především jména okolní fauny a flóry, protože „zvířata a rostliny lze snadno předvést nějakým gestem nebo znázornit kresbou.“ V primitivním uvažování se jméno nepovažuje jen za slovo, ale za součást podstaty. Člověk, který měl jméno společné s nějakým zvířetem, se tedy domníval, že nese jeho nejcharakterističtější znaky. Navíc vznikaly představy, že zvíře a člověk mají společného předka, takže i celé kmeny byly spjaty s jedním zvířetem.
Lang totemismus nepovažoval za náboženství. „Systém konceptů ve vlastním slova smyslu náboženských se na totemismus postupně nabalil až v době, kdy byl plně konstituován.“ Některé australské kmeny nepřičítaly sílu totemům, ale nadpřirozené bytosti (jakou je např. Bunjil nebo Baiame). Totemismus jen poslouchal její rozkazy, což dle Langa vysvětluje jeho náboženský nádech.

## Claude Lévi-Strauss
Claude Lévi-Strauss, významný strukturální antropolog, ve své knize Totemismus dnes (1962) rozebírá mnohé teorie totemismu. Vychází především z myšlenek B. Malinowského a A. R. Radcliffe-Browna, které porovnává. Sám se přitom zmiňuje, že rozebírá problém, o kterém je přesvědčen, že je zcela umělý.

### Malinowského teorie
Bronisław Malinowski se domnívá, že totemismus poskytuje náboženství primitivnímu člověku v boji o živobytí a že magické obřady slouží k odstranění strachu a zmírnění úzkosti. Dále tvrdí, že totemy bývají předměty, které přináší užitek. To mu vyvrací Lévi-Strauss argumentem podivných australských totemů, jako jsou smích, různé nemoci, zvracení nebo mrtvola.

### Radcliffe-Brownova teorie
Některé myšlenky A. G. Radcliffe-Browna se od Malinowského zásadně liší. Myslí si, že totemismus je pouze zvláštní podobou jevu vyskytujícího se ve všech lidských kulturách, ale v rozdílných podobách. Kromě toho je přesvědčen, že strach v člověku ve skutečnosti vyvolávají obřady a že bez nich by byl člověk strachu a úzkosti ušetřen.